# Orud
Orud je nenaseljeni otočić u hrvatskom dijelu Jadranskog mora. Pripada u općoj zemljopisnoj podjeli srednjodalmatinskom otočju. Smješten je jugozapadno od Drvenika ka Šolti.
Njegova površina iznosi 0,39 km². Dužina obalne crte iznosi 2,65 km.
Na otočiću se nalaze neki arheološki lokaliteti.

## Vanjske poveznice
|  | Zajednički poslužitelj ima još gradiva o temi Orud |